# Філіп (антипапа)
Філіп (лат. Philippus; ? — 31 липня 769, Рим, Папська держава) — антипапа лише один день (31 липня 768) як жертва чужих інтриг під час правління папи Римського Стефана III. Філіп був пішаком у складній грі між світською владою лангобардів і римською знаттю. Його обрання свідчить про хаос і політичну нестабільність, що панували в Римі в VIII столітті. Через відсутність законного обрання та підтримки духовенства, Церква не визнає його папою.

## Біографія
Після смерті папи Павла I у 767 році розпочалася гостра боротьба за престол єпископа Риму, в якій брали участь як світські, так і духовні особи. У результаті цієї боротьби з'явилося два антипапи — Костянтин II, мирянин, поставлений з допомогою своєї впливової родини, і Філіп, ченець, якого на короткий час посадили на престол з благословення лангобардського правителя.
Філіп був ченцем бенедиктинського монастиря Сан-Вінченцо-аль-Вольтурно. Після повалення Костянтина II за підтримки лангобардського короля Дезидерія, герцог Тускулуму Вальдерад і священик Теофілакт вирішили поставити на папський престол свого ставленика. Вибір припав на Філіпа, якого 31 липня 768 року привели до Латеранської базиліки й там «висвятили» на папу.
Понтифікат Філіпа тривав лише один день. Його обрання не було визнано римським духовенством, яке не брало участі в його висвяченні. Уже наступного дня представники духовенства, зокрема Христофор, приміціер (високий церковний чиновник), та його син Сергій вигнали Філіпа з Латерану й висунули іншого кандидата — Стефана III, який незабаром був канонічно обраний папою.
Після скинення Філіпа повернули до монастиря Сан-Вінченцо-аль-Вольтурно, де він дожив своє життя без подальших політичних амбіцій. Про його подальшу діяльність відомо дуже мало.